# Дамасская опера
Дамасская опера (араб. أوبرا دمشق‎), официальное название Дом культуры и искусства аль-Асад (араб. دَارُ الْأَسَدِ لِلثَّقَافَةِ وَالْفُنُونِ‎) — национальный оперный театр Сирии, расположенный в центре Дамаска, на площади Омейядов.

## История
В 1900-х годах в Дамаске уже существовал оперный театр. Во время французского колониального правления Шахбандарская народная партия провела своё первое заседание в старом Дамасском оперном театре в 1925 году. Хафез аль-Асад планировал создание нового оперного театра в начале своего правления, но строиться он начал только в 2000-х годах. В 2004 году его сын Башар вместе со своей супругой открыли новый оперный театр.

## Новая Дамасская опера
Дамасская опера представляет собой пятиэтажное здание, включающее в себя театр на 1300 зрителей для музыкальных постановок, драматический театр на 600 мест и небольшой многофункциональный зал. С момента своего открытия и до начала Гражданской войны в стране в 2011 году она провела у себя множество театральных представлений и концертов классической европейской и арабской музыки. Также проходили заметные кинопоказы, такие как Европейский кинофестиваль в Сирии.
Дамасская опера является главной площадкой для выступлений Сирийского национального симфонического оркестра, играющего важную роль в музыкальной жизни сирийской столицы. Он исполняет и произведения современных сирийских композиторов, в том числе произведения музыканта и педагога иракского происхождения Сулхи аль-Вади, скрипача МАйаса Альямани, пианиста Малека Джандали с участием сирийских музыкантов, таких как, например, кларнетист Кинан Азмех.
В 2014 году Оперный театр пострадал от миномётных обстрелов, возможно проведённых повстанцами против сирийского правительства. Согласно сообщению газеты «The Times of Israel», в результате обстрелов двое студентов соседнего Высшего института драматических искусств были убиты и ещё несколько серьёзно ранены.
Помимо приглашения зарубежных исполнителей Дамасская опера поставила на своей сцене «Свадьбу Фигаро» в 2010 году. В 2011 году генеральным директором Дамасской оперы и её компании была скрипачка Мария Арнаут, которая занималась постановкой одноактной оперы «Джанни Скикки» Пуччини, организацией международного фестиваля восточной музыки и постановкой сирийской версии мюзикла «Оливер!», набирая для участия в нём беспризорников с улицы по образцу венесуэльской музыкальной системы «El Sistema». До сих пор в репертуаре театра нет оперы на арабском языке.